# Galapagomystides aristata
Galapagomystides aristata är en ringmaskart som beskrevs av Blake 1985. Galapagomystides aristata ingår i släktet Galapagomystides och familjen Phyllodocidae. Inga underarter finns listade i Catalogue of Life.